# Gauliga Südwest 1939/40
Die Gauliga Südwest 1939/40 war die siebte Spielzeit der Gauliga Südwest (offiziell: Bereichsklasse Südwest) im Fußball. Die Saison wurde durch den Beginn des Zweiten Weltkriegs nach dem ersten Spieltag unterbrochen und später in zwei Staffeln zu je sieben Mannschaften neu angesetzt. Meister wurde Kickers Offenbach.

## Verlauf
Die Gauliga startete am 27. August 1939, also am Wochenende vor Beginn des Zweiten Weltkrieges, noch regulär mit zehn Mannschaften und fünf Spielen (Neunkirchen–Worms 3:0, Wiesbaden–Eintracht 1:1, FSV Frankfurt–Saarbrücken 6:0, Offenbach–Rüsselsheim 7:0) in die neue Runde. Durch den Kriegsbeginn wurde die Spielzeit unterbrochen und anstelle dessen zunächst lokale Überbrückungsrunden organisiert (Frankfurt, Offenbach, Mainz-Wiesbaden, Vorderpfalz und Nibelungenring).
Am 26. November startete dann doch noch eine reguläre Gaumeisterschaft, die jedoch in den meisten Sportbereichen in zwei oder mehr Staffeln durchgeführt wurde. Im Südwesten wurden die beiden Staffeln Mainhessen und Saarpfalz zu je sieben Mannschaften eingerichtet, so dass anstatt zehn nunmehr insgesamt vierzehn Gauligisten antraten. Von den ursprünglichen Mannschaften zog der FV Saarbrücken seine Elf aufgrund der angespannten Lage im Saargebiet aus dem Wettbewerb zurück, so dass fünf der sechs Teilnehmer der Aufstiegsrunde nun in der obersten Spielklasse antraten. Bedingt durch die Umstände ergaben sich im Vergleich zu den Vorjahren Verschiebungen und große Unterschiede im Leistungsvermögen der Mannschaften. Mit Kickers Offenbach in Mainhessen und Aufsteiger 1. FC Kaiserslautern in der Saarpfalz setzten sich in den beiden Staffeln zwei Mannschaften durch, die in den Jahren zuvor keine bedeutende Rolle im Kampf um die Meisterschaft gespielt hatten. Der Gaumeister wurde in zwei Endspielen ermittelt, in dem sich der OFC durch ein 6:3 im Rückspiel durchsetzte. Die Kickers zogen damit zum zweiten Mal nach 1934 in die Endrunde um die deutsche Meisterschaft ein, blieben dort aber chancenlos.
Zur zweiten „Kriegsrunde“ 1940/41 wurde der Modus dieser Spielzeit noch einmal beibehalten, beide Staffeln aber auf acht Mannschaften aufgestockt. Die beiden Tabellenletzten SC Opel Rüsselsheim und GfL Darmstadt mussten absteigen, Worms wechselte in die Staffel Mainhessen. In den Aufstiegsrunden setzten sich Germania Frankfurt (Mainhessen) und die Mundenheimer SpVgg (Saarpfalz) durch, mit dem FV Saarbrücken und der TSG Burbach (vormals Spfr. 05 Saarbrücken) rückten zudem zwei Mannschaften aus dem Saargebiet nach.

## Staffel Mainhessen
| Pl. | Verein                   | Sp. | S  | U | N | Tore    | Quote | Punkte |
| --- | ------------------------ | --- | -- | - | - | ------- | ----- | ------ |
| 1.  | Offenbacher FC Kickers   | 12  | 10 | 1 | 1 | 041:900 | 4,56  | 21:30  |
| 2.  | SG Eintracht Frankfurt   | 12  | 9  | 1 | 2 | 028:170 | 1,65  | 19:50  |
| 3.  | FSV Frankfurt            | 12  | 7  | 0 | 5 | 033:270 | 1,22  | 14:10  |
| 4.  | SV Wiesbaden             | 12  | 3  | 3 | 6 | 022:290 | 0,76  | 09:15  |
| 5.  | FC Union Niederrad (N)   | 12  | 3  | 2 | 7 | 023:390 | 0,59  | 08:16  |
| 6.  | RTuSV Rot-Weiß Frankfurt | 12  | 3  | 1 | 8 | 015:370 | 0,41  | 07:17  |
| 7.  | SC Opel Rüsselsheim (N)  | 12  | 2  | 2 | 8 | 022:260 | 0,85  | 06:18  |

| (N) | Aufsteiger aus der Bezirksliga |

## Staffel Saarpfalz
| Pl. | Verein                   | Sp. | S | U | N  | Tore    | Quote | Punkte |
| --- | ------------------------ | --- | - | - | -- | ------- | ----- | ------ |
| 1.  | 1. FC Kaiserslautern (N) | 12  | 8 | 3 | 1  | 062:240 | 2,58  | 19:50  |
| 2.  | Borussia Neunkirchen     | 12  | 9 | 1 | 2  | 051:150 | 3,40  | 19:50  |
| 3.  | VfR Frankenthal (N)      | 12  | 6 | 1 | 5  | 032:290 | 1,10  | 13:11  |
| 4.  | TSG 1861 Ludwigshafen    | 12  | 5 | 2 | 5  | 030:250 | 1,20  | 12:12  |
| 5.  | Wormatia Worms (M)       | 12  | 5 | 2 | 5  | 038:420 | 0,90  | 12:12  |
| 6.  | FK Pirmasens             | 12  | 3 | 1 | 8  | 021:370 | 0,57  | 07:17  |
| 7.  | GfL Darmstadt (N)        | 12  | 1 | 0 | 11 | 007:690 | 0,10  | 02:22  |

| (M) | Titelverteidiger               |
| (N) | Aufsteiger aus der Bezirksliga |

Entscheidungsspiel um die Staffelmeisterschaft (in Neustadt)
|                      | Ergebnis |                      |
| -------------------- | -------- | -------------------- |
| 1. FC Kaiserslautern | 4:1      | Borussia Neunkirchen |

## Endspiele um die Meisterschaft
Im Hinspiel trennten sich die beiden Staffelmeister am 14. April 1940 vor 8000 Zuschauern auf dem Betzenberg mit 1:1. Im Rückspiel eine Woche später führten die Pfälzer auf dem Bieberer Berg zur Pause zwar mit 2:1, kamen aber in der zweiten Halbzeit unter die Räder, so dass sich Kickers Offenbach den Gaumeistertitel sicherte.
|                                                 | Gesamt |                                                    | Hinspiel | Rückspiel |
| ----------------------------------------------- | ------ | -------------------------------------------------- | -------- | --------- |
| 1. FC Kaiserslautern (Sieger Staffel Saarpfalz) | 4:7    | Offenbacher FC Kickers (Sieger Staffel Mainhessen) | 3:6      | 1:1       |

## Aufstiegsrunde
Qualifiziert waren ursprünglich die zehn Staffelmeister der einzelnen Gruppen, jedoch nahmen schlussendlich der VfL Homburg (Sieger Bezirksklasse Saar) und die TuRa 1886 Kastel (Sieger Bezirksklasse Rheinhessen Gruppe 1) aus unbekannten Gründen nicht teil.

### Gruppe Ost
Kreuztabelle
| 1939/40                  | VfL Germania 1894 | VfB 1900 Offenbach | Hassia Bingen | BSG Adlerwerke Frankfurt |
| ------------------------ | ----------------- | ------------------ | ------------- | ------------------------ |
| VfL Germania 1894        |                   | 0:3                | 3:1           | 3:0                      |
| VfB 1900 Offenbach       | 2:2               |                    | 7:1           | 1:2                      |
| Hassia Bingen            | 3:3               | 3:1                |               | 1:6                      |
| BSG Adlerwerke Frankfurt | 1:5               | 0:2                | 3:6           |                          |

Abschlusstabelle
| Pl. | Verein                                                                 | Sp. | S | U | N | Tore    | Quote | Punkte |
| --- | ---------------------------------------------------------------------- | --- | - | - | - | ------- | ----- | ------ |
| 1.  | VfL Germania 1894 (Sieger Bezirksklasse Main Gruppe 1)                 | 6   | 3 | 2 | 1 | 016:100 | 1,60  | 08:40  |
| 2.  | VfB 1900 Offenbach (Sieger Bezirksklasse Starkenburg Gruppe Offenbach) | 6   | 3 | 1 | 2 | 016:800 | 2,00  | 07:50  |
| 3.  | Hassia Bingen (Sieger Bezirksklasse Rheinhessen Gruppe 2)              | 6   | 2 | 1 | 3 | 015:230 | 0,65  | 05:70  |
| 4.  | BSG Adlerwerke Frankfurt (Sieger Bezirksklasse Main Gruppe 2)          | 6   | 2 | 0 | 4 | 012:180 | 0,67  | 04:80  |

### Gruppe West
Kreuztabelle
| 1939/40             | MUN | SV Darmstadt 98 | TSG Kaiserslautern | Olympia Lampertheim |
| ------------------- | --- | --------------- | ------------------ | ------------------- |
| Mundenheimer SpVgg  |     | 6:0             | 4:0                | 11:0                |
| SV Darmstadt 98     | 1:1 |                 | 6:1                | 3:2                 |
| TSG Kaiserslautern  | a   | 3:2             |                    | 4:5                 |
| Olympia Lampertheim | 1:2 | 1:1             | 0:1                |                     |

Abschlusstabelle
| Pl. | Verein                                                                  | Sp. | S | U | N | Tore    | Quote | Punkte |
| --- | ----------------------------------------------------------------------- | --- | - | - | - | ------- | ----- | ------ |
| 1.  | Mundenheimer SpVgg (Sieger Bezirksklasse Rheinpfalz)                    | 5   | 4 | 1 | 0 | 024:200 | 12,00 | 09:10  |
| 2.  | SV Darmstadt 98 (Sieger Bezirksklasse Starkenburg Gruppe Darmstadt)     | 6   | 2 | 2 | 2 | 013:140 | 0,93  | 06:60  |
| 3.  | TSG Kaiserslautern (Sieger Bezirksklasse Mittelpfalz)                   | 5   | 2 | 0 | 3 | 009:170 | 0,53  | 04:60  |
| 4.  | Olympia Lampertheim (Sieger Bezirksklasse Starkenburg Gruppe Südhessen) | 6   | 1 | 1 | 4 | 009:220 | 0,41  | 03:90  |